# Маклауд, Уильям Клейрих
Уильям Клейрих Маклауд (гэльск. Uilleam Cléireach MacLeòid; 1365 — ок. 1402) — 5-й глава клана Маклаудов (ок. 1392 — ок. 1402). Он был младшим сыном вождя Иэна Сиара и изначально предназначался для вступления в церковь, как показывает его прозвище; однако после смерти своего старшего брата Уильям Клейрих стал наследником поста вождя. Будучи главой клана, он возглавлял своих последователей в нападениях на Фрейзеров и защищал свои земли от Макдональдов. Он прожил недолго и, как говорят, был похоронен на острове Иона вместе со своими предшественниками.

## Биография
В рукописи Баннатайна говорится, что Уильям Клейрих был вторым сыном Иэна Сиара (ок. 1330 — ок. 1392), 4-го вождя клана Маклауд (1370—1392). Уильям Клейрих изначально был воспитан для церкви, получив образование в монастыре за границей. По этой причине его прозвали «Клерк». Его старший брат был убит на пиру, и после его смерти Уильям Клирих вернулся домой. Как единственный выживший сын Иэна Сиара, и что Уильям Клейрих стал преемником своего отца после его смерти в 1392 году. В рукописи Баннатайна записано, что во время преемственности Уильяма Клейриха Маклауды и Фрейзеры ссорились, как и много лет назад; в результате Уильям вторгся на контролируемые Фрейзером земли Эйрда. Маклауды преуспели в этом конкретном предприятии и унесли много добычи во время своего вторжения.
По словам историка клана начала XX века Р. К. Маклауда, первые записи о конфликте между Маклаудами и Макдональдами произошли во время правления Уильяма Клейриха. Маклауд заявил, что король Шотландии Александр III первоначально передал острова Скай и Льюис графству Росс; сделав графа Росса выше Маклаудов. Однако в 1335 году эти земли были переданы по хартии Джону Макдональду, который позже стал лордом островов. Позже, в 1344 году, грант Льюиса был подтвержден, но Скай вернулся к графу Россу. Когда Вильгельм Клейрих унаследовал пост вождя в 1392 году, он затем держал свои земли под властью трех феодальных правителей — в Гленелге, как вассал короля Шотландии; в Скай, как вассал Лорда Островов; в Скай в качестве вассала графа Росса. Уильям Маклауд также заявил, что дело еще больше осложнилось тем фактом, что Дональд, унаследовавший Лордство Островов в 1380 году, утверждал, что остров Скай был отдан ему в рамках его брака с дочерью графа Росса; и в результате он заявил, что Уильям Клирих был его вассалом как Гарриса, так и Ская.
Макдональды под предводительством Аласдера, брата лорда Островов (и предка клана Макдональд из Кеппоха), высадились в Эйнорте. Маклауды под командованием Уильяма Клейриха встретили вторгшиеся силы Макдональда во главе озера Слигачан. В рукописи говорится, что во время кровавой битвы Макдональды потерпели поражение, а их лидер был убит Тормодом Койлом, двоюродным братом Уильяма Клейриха (и сыном Мердо, дяди Уильяма Клейриха). После битвы Уильям Клейрих разделил добычу между своими последователями.
Рукопись Баннатайна повествует о том, как Уильям Клейрих прожил недолго и умер относительно молодым в замке Камю в Слите. В нем говорится, что он был похоронен на священном острове Иона, вероятно, примерно в 1402 году.

## Дети
Рукопись Баннатайна описывает Уильяма Клейриха как человека, которого очень любили его последователи. Говорят, что у него было много внебрачных детей, потомки которых были еще живы на момент написания рукописи (около 1830-е гг.). Согласно рукописи, Уильям Клирих женился на дочери Маклейна из Дуарта (главы клана Маклейн) . Историк конца XIX века Александр Маккензи заявил, что жена Уильяма была дочерью Джона Маклейна из Лохбуи (из клана Маклейн из Лохбуи). Однако А. М. Синклер, другой историк конца XIX века, заявил, что Уильям Клейрих женился на дочери Мердока Маклейна из Лохбуи (второго вождя его клана) . В рукописи рассказывается, как у Уильяма и его жены было трое сыновей — Джон, его наследник; Тормод; и Джордж. В рукописи говорится, что от Тормода произошел «Мак Вик Уильямс»; в нем отмечается, что единственными живыми потомками были сыновья капитана Уильяма Маклауда из Борлина, существовавшего тогда (примерно в 1830-х годах), хотя также отмечается, что некоторые члены семьи жили в Северной Каролине. В рукописи упоминается другая семья, названная «Мак Вик Аластер Руайд», которая произошла от второго сына Тормода. Глава этой семьи жил на Сент-Килде, и известным членом этой семьи был поэт Майри нигеан Аласдер Руайд. В рукописи сообщается, что третий сын Уильяма, Джордж, уехал за границу и поселился в Лотарингии. Отчет о потомках Джорджа был отправлен Маклауду в Британию в 1758 году. В рукописи говорится, что в этом отчете утверждается, что потомки Джорджа были известны на континенте как «де Леод» и «фон Леод»; что некоторые из них были землевладельцами до Французской революции.